# Elvin Bethea
Elvin Lamont Bethea (* 1. März 1946 in Trenton, New Jersey, geboren als Elvin Lamont Carey), Spitzname: The Chicken Man oder The Bear, ist ein ehemaliger US-amerikanischer American-Football-Spieler. Er spielte als Defensive End in der National Football League (NFL) bei den Houston Oilers.

## Jugend
Elvin Bethea wurde als Sohn von Henriette Carey und Jesse James Bethea in Trenton geboren. Sein Vater diente im Zweiten Weltkrieg als Militärpolizist. Seine Eltern heirateten nach der Geburt von Elvin, woraufhin dieser erst im Alter von 13 Jahren den Nachnamen des Vaters erhielt. Elvin Bethea hatte noch acht jüngere Geschwister. Er wuchs in ärmlichen Verhältnissen auf. Sein Vater war nach dem Krieg Gelegenheitsarbeiter und sammelte auch illegale Spielwetten ein, um die Familie zu ernähren. Elvin musste bereits als Kind mitarbeiten. Sein Vater betrieb nebenbei eine kleine Hühnerfarm, um die sich Elvin kümmern musste. Dies brachte ihm auch seinen Spitznamen The Chicken Man ein. Trotz aller Not achteten seine Eltern auf die Schulbildung ihrer Kinder.
Auf der High School spielte Bethea Fußball und Baseball. Bei einem Fußballspiel zog er sich eine schwere Augenverletzung zu. Er musste tagelang im Krankenhaus versorgt werden. Auf ärztliches Anraten hin zog er sich vom Fußballsport zurück. Trotz der Warnung der Ärzte schloss er sich einige Zeit später der Footballmannschaft an, war aber auch als Leichtathlet aktiv.

## Spielerlaufbahn

### Collegekarriere
Elvin Bethea erhielt im Jahr 1964 von der North Carolina Agricultural and Technical State University ein Sportstipendium und wurde durch sein College zusätzlich mit einer monatlichen Zahlung von 15 US-Dollar unterstützt. Für die Footballmannschaft aus Greensboro, den  North Carolina A&T Aggies, spielte er auf verschiedenen Positionen. Aufgrund seiner sportlichen Leistungen wurde er in seinen letzten beiden Studienjahren zum Black All American gewählt. Auch die Scouts der NFL waren auf Bethea aufmerksam geworden. Gil Brandt, Personalchef der Dallas Cowboys, bot ihm an ihn in der NFL Draft auszuwählen. Dies geschah nicht. Die Gelegenheit wurde von den Houston Oilers genutzt, die ihm einen Vertrag mit einer Laufzeit von zwei Jahren und einem jährlichen Verdienst von 15.000 US-Dollar anboten. Dazu garantierten sie ihm ein Handgeld in der gleichen Höhe. Bethea nahm an. Die Vertragsunterschrift bedeutete für ihn, dass er nicht an den Olympischen Sommerspielen 1968 teilnehmen konnte. Bethea war Trainingspartner von Bob Beamon und hatte sich als Kugelstoßer für die US-amerikanischen Ausscheidungswettkämpfe qualifiziert. Als Profispieler war er allerdings von der Teilnahme an den Olympischen Spielen ausgenommen.

### Profikarriere
Bethea war in Houston als Spieler für die Offensive Line verpflichtet worden. Am achten Spieltag der AFL spielten die von Wally Lemm betreuten Oilers gegen die Buffalo Bills, als Bethea mitten im Spiel von einem Assistenztrainer aufgefordert wurde das Spielfeld zu betreten und die Position des Defensive End einzunehmen. Die Oilers konnten das Spiel mit 30:7 gewinnen und Bethea sollte fortan als rechter Defensive End zu einer der spielbestimmenden Spieler in der Defense der Mannschaft aus Houston werden. Im folgenden Spieljahr sollte er aufgrund seiner sportlichen Leistungen zum ersten Mal in den Pro Bowl gewählt werden. In diesem Jahr konnte er mit den Oilers auch zum ersten Mal in die Play-offs einziehen, wo man allerdings im AFL-Divisional-Play-off-Spiel den Oakland Raiders, die von John Madden trainiert wurden, deutlich mit 56:7 unterlag. Im Gegensatz zur Entwicklung der Oilers, die sich erst im Jahr 1978 wieder für die Play-offs qualifizieren konnten, entwickelte sich Bethea zu einem Spitzenspieler in der NFL. Im Jahr 1975 hatte Bum Phillips das Traineramt in Houston von Sid Gillman übernommen. Ihm gelang es schließlich die Mannschaft wieder in die oberen Tabellenränge in der NFL zu führen. Im Jahr 1978 gewann das Team um Bethea zehn von 16 Spielen, scheiterte aber im AFC Championship Game mit 37:5 an den von Chuck Noll betreuten Pittsburgh Steelers. In der Saison 1979 mussten sich die Oilers im AFC Endspiel erneut den Steelers geschlagen geben. Diesmal verloren sie mit 27:13.
Elvin Bethea beendete nach der Saison 1983 seine Laufbahn. Er hielt bei seinem Ausscheiden verschiedene Mannschaftsrekorde, darunter den Rekord für die meisten Spiele und mit 105 den Rekord für die meisten Sacks (die allerdings erst ab 1982 offiziell gezählt wurden). Nach seiner Laufbahn arbeitete Bethea in der Brauereiwirtschaft.

## Ehrungen
Elvin Bethea spielte achtmal im Pro Bowl und wurde achtmal zum All-Pro gewählt. Er wurde im Jahr 2003 in die Pro Football Hall of Fame aufgenommen. Er ist Mitglied in der Texas Sports Hall of Fame, in der North Carolina Sports Hall of Fame und in der Ruhmeshalle seines Colleges. Die Tennessee Titans haben seine Rückennummer gesperrt und ihn in die vereinseigene Ruhmeshalle aufgenommen. 

## Quelle
- Elvin Bethea, Bum Phillips, Mark Adams, Smashmouth: My Football Journey from Trenton to Canton, Sports Publishing LLC, 2005, ISBN 9781582618814

| Personendaten    | Personendaten                               |
| ---------------- | ------------------------------------------- |
| NAME             | Bethea, Elvin                               |
| ALTERNATIVNAMEN  | Bethea, Elvin Lamont                        |
| KURZBESCHREIBUNG | US-amerikanischer American-Football-Spieler |
| GEBURTSDATUM     | 1. März 1946                                |
| GEBURTSORT       | Trenton, New Jersey                         |